# Linea di cintura di Milano
La linea ferroviaria di cintura di Milano, con andamento semicircolare, collega le linee ferroviarie afferenti al capoluogo lombardo fra loro e con la stazione centrale.
La cintura fu realizzata nell'ambito dei lavori di riordino del nodo ferroviario milanese, terminati in gran parte nel 1931; sostituì la precedente linea di cintura, che si strutturava come anello completo, di cui resta in servizio il solo tratto sud.

## Storia

Mappa del nodo ferroviario di Milano in seguito alle modifiche attuate fra il 1914 e il 1931

La linea ferroviaria di cintura milanese assume l'attuale configurazione con il riordino, progettato nel 1906, del nodo di Milano: esso era stato fino a qual momento costituito da un anello completo, con i binari a ovest, passanti dalla stazione di Milano Porta Genova, che si collegavano allo scalo merci di Porta Sempione e da qui alla linea per Torino, alla linea per Monza e Chiasso, alla stazione Centrale (passante all'epoca, nella zona dell'attuale Piazza della Repubblica), da dove i treni potevano essere instradati sulla linea per Venezia e sulla linea diretta a sud, che si diramava a sua volta nelle linee per Genova/Bologna o nell'ancora oggi esistente cintura sud, che portava allo scalo merci di Porta Romana e, più avanti, chiudeva l'anello collegandosi a Porta Genova e Milano San Cristoforo, sulla linea per Vigevano e Mortara.
La presenza di binari che si chiudevano così vicini al centro abitato era percepita però come un impedimento allo sviluppo della città, trovandosi gli stessi quasi a ridosso dei Bastioni spagnoli (specialmente a ovest e a nord-est): il progetto del 1906 previde quindi una nuova stazione centrale (di testa) ruotata di 90°, raccordata alle linee per Chiasso, Venezia e Torino tramite binari più lontani dall'abitato; la dismissione dello scalo merci di Porta Sempione e la sua sostituzione con lo scalo di Milano Smistamento, situato sulla linea per Venezia; la stazione terminale di Milano Porta Vittoria, al servizio del Mercato ortofrutticolo. 
I lavori per la costruzione della nuova stazione di Milano Centrale iniziarono nel 1914; nel 1915, i suoi binari erano già stati raccordati alla linea di cintura, che già collegava Lambrate a Milano Certosa, e alla linea per Chiasso, così come i binari della cintura sud vennero raccordati alla stazione di Milano San Cristoforo. Negli anni successivi aprirono i raccordi della nuova linea di cintura con lo scalo Farini e la stazione di Greco. Rallentati a causa della Prima Guerra mondiale, i lavori raggiunsero una svolta significativa nel 1931, a seguito del completamento di diversi interventi
- l'inaugurazione della nuova stazione centrale e la demolizione della precedente
- il completamento, nelle vicinanze della vecchia stazione centrale e ruotata di 90° rispetto alla stessa, della stazione di testa di Milano Porta Nuova, informalmente nota come "delle Varesine" (essendo a servizio delle linee per Gallarate e Varese)
- l'apertura delle linee di cintura per Rogoredo e Lambrate (a sua volta ricostruita in posizione più favorevole rispetto alla precedente) e la chiusura della linea tra Milano Porta Genova, lo scalo di Porta Sempione e la linea per Torino

Il progetto, tuttavia, si concluse definitivamente solo nel 1963 con l'apertura della stazione di Milano Porta Garibaldi, in sostituzione della stazione di Porta Nuova e l'interramento del suo collegamento con il bivio Mirabello sulla linea di cintura.
Il tracciato dei vecchi binari della cintura è, al 2024, in buona parte ricalcato in sotterranea dai binari del Passante, che collegano Milano Porta Garibaldi direttamente alla linea per Rogoredo e Venezia, svolgendo la stessa funzione dei binari dismessi quasi un secolo prima.

In un progetto del 1930 è interessante notare l'ipotesi di costruzione di una linea di cintura ad ovest, diramandosi da Milano San Cristoforo e più lontano dal centro, con una nuova stazione, Milano San Siro, in sostituzione della linea che passava per Porta Genova; tale linea non fu però mai realizzata: al 2024, non esiste nessun collegamento ferroviario diretto ad ovest della città tra Milano Porta Genova/San Cristoforo e la linea per Torino, raggiungibile quindi solo tramite un percorso lungo tutto il resto della cintura.

## Percorso
| Unknown route-map component "vCONTg" | Unknown route-map component "d" |  |  |

| Unknown route-map component "d" + Unknown route-map component "vSTRl-" + Unknown route-map component "vSTR" | Unknown route-map component "c" + Unknown route-map component "vSTRl-" | Unknown route-map component "c" + Unknown route-map component "STR+l" | Unknown route-map component "cdSTRq" | Unknown route-map component "STR+r" | Unknown route-map component "cd" |

| Unknown route-map component "vBHF-L" | Unknown route-map component "dBHF-R" | Unknown route-map component "v-STR" |  |

| Unknown route-map component "dCONTgq" | Unknown route-map component "vSTRr-STR" | Unknown route-map component "vSTR-" | Unknown route-map component "vSTR-" |  |

| Unknown route-map component "dCONTgq" | Unknown route-map component "dSTRq" + Unknown route-map component "v-STRr" | Unknown route-map component "v-STRr" | Unknown route-map component "d" | Unknown route-map component "vSTR-" |  |

| Unknown route-map component "dCONTgq" | Unknown route-map component "LLSTR2+r" + Unknown route-map component "LSTRq" | Unknown route-map component "LLSTRc3" + Transverse track | Unknown route-map component "dKRZo" | Unknown route-map component "CONTf@Fq" | Unknown route-map component "d" |

| Unknown route-map component "LLSTRc1" | Unknown route-map component "STRl+4" | Unknown route-map component "dKRZo" + Unknown route-map component "dSTR2" | Unknown route-map component "CONTf@Fq" + Unknown route-map component "STRc3" |

|  |  | Unknown route-map component "dSHI2gl" + Unknown route-map component "dSTRc1" | Unknown route-map component "d-KRZ2+4o" + Unknown route-map component "MFADEg" + Unknown route-map component "dSTR+4" | Unknown route-map component "dSTRc3" |

|  | Unknown route-map component "CONTgq" | Unknown route-map component "dABZq+r" | Unknown route-map component "dKRZo" | Unknown route-map component "dKRZo" + Unknown route-map component "dKRZc1o" | Unknown route-map component "dSTRl+4" + Unknown route-map component "dSTRq" + Unknown route-map component "vSTR+l-" | Unknown route-map component "exdSTR+l" + Unknown route-map component "CONTf@Fq" |

| Unknown route-map component "d" |  | Unknown route-map component "d" | Unknown route-map component "c" + Unknown route-map component "vÜSTl" | Unknown route-map component "cd" + Unknown route-map component "lhSTRa@f" | Unknown route-map component "vSTR" | Unknown route-map component "exdSTR" + Unknown route-map component "vKDSTa" |

| Unknown route-map component "+d" | Unknown route-map component "cd" + Unknown route-map component "vSTR+lg-" + Unknown route-map component "v-SHI2r" + Unknown route-map component "vSTR+lf-" | Unknown route-map component "c" + Elevated | Unknown route-map component "d" | Unknown route-map component "d" + Unknown route-map component "vSTRr" + Unknown route-map component "-STRq" | Unknown route-map component "ld-MKRZo" + Unknown route-map component "vSTRo-STRrf" | Unknown route-map component "d" + Unknown route-map component "v-STRrf" |

|  | Small bridge over water | Unknown route-map component "hKRZWe" | Small bridge over water |

| Unknown route-map component "vKBHFaq" | Unknown route-map component "STRr-" + Unknown route-map component "vSTRq" | Unknown route-map component "vSTR+r" + Unknown route-map component "v-SHI3+l" + Unknown route-map component "SHI1l" | Unknown route-map component "SHI3r" |

|  | Unknown route-map component "utCONTgq" | Unknown route-map component "utSTRq" + Unknown route-map component "vSTR" | Unknown route-map component "utCONTfq" |

| Unknown route-map component "utCONTgq" | Unknown route-map component "utHSTq" | Unknown route-map component "utSTRq" + Unknown route-map component "vBHF" | Unknown route-map component "utCONTfq" |

| Unknown route-map component "exdCONTgq" | Unknown route-map component "exvSTR+r-" | Unknown route-map component "STR~L" | Unknown route-map component "SHI2gl" + Unknown route-map component "KRWl" + Unknown route-map component "STR~R" | Unknown route-map component "KRW+r" + Unknown route-map component "BS2c3" |

| Unknown route-map component "exSTR" |  | Unknown route-map component "vSTR" | Unknown route-map component "vSTR-DST" |

| Unknown route-map component "d" | Unknown route-map component "exSTR" |  | Unknown route-map component "vSTR" | Unknown route-map component "vSTR-STRl" | Unknown route-map component "d" + Unknown route-map component "lCONTf@Gq" |

| Unknown route-map component "d" | Unknown route-map component "exABZgl+l" | Unknown route-map component "exSTRq" | Unknown route-map component "exdSTRq" + Unknown route-map component "SHI1+r" | Unknown route-map component "exdSTRq" + Unknown route-map component "vSTRlo-STR" | Unknown route-map component "d" | Unknown route-map component "CONTfq" |

| Unknown route-map component "cd" + Unknown route-map component "exv-STR" | Unknown route-map component "kSTRc2" | Unknown route-map component "cd" + Unknown route-map component "kSTR3+l" | Unknown route-map component "c" + Unknown route-map component "hdKRZa" | Unknown route-map component "c" | Unknown route-map component "KRZo" | Unknown route-map component "dCONTfq" |

| Unknown route-map component "cd" + Unknown route-map component "exv-STR" | Unknown route-map component "cd" + Unknown route-map component "kSTR+1" | Unknown route-map component "vSTR+l" | Unknown route-map component "dvSTRq" + Unknown route-map component "hdSTR" | Unknown route-map component "STRr-" + Unknown route-map component "-STRq" | Unknown route-map component "d-CONTfq" |

| Unknown route-map component "exdSTR" | Unknown route-map component "vHST" | Unknown route-map component "dSTR" | Unknown route-map component "hdSTRe" |  |

| Unknown route-map component "dvCONTgq" | Unknown route-map component "exvSTR-" + Unknown route-map component "v-STRrg+rf" | Unknown route-map component "dSTR" | Unknown route-map component "vSTR" | Unknown route-map component "d" |  |

| Unknown route-map component "exdKBHFaq" | Unknown route-map component "cd" + Unknown route-map component "exKRZu+xr" | Unknown route-map component "exv-STRr" + Unknown route-map component "exv-STR+r" + Unknown route-map component "vSTR" | Unknown route-map component "vSTR" |  | Unknown route-map component "cd" |

| Unknown route-map component "exdSTR" | Unknown route-map component "vÜWBr" | Unknown route-map component "vSTR" |  |

| Unknown route-map component "dCONTgq" | Unknown route-map component "ev-SHI2g+r" + Unknown route-map component "exvSTRr-" + Unknown route-map component "v-STR+r" + Unknown route-map component "v-STRr" | Unknown route-map component "vSTR" | Unknown route-map component "vSTR-" |  |

| Unknown route-map component "d" | Unknown route-map component "vSHI2l" + Unknown route-map component "vSHI4l-" + Unknown route-map component "v-STR" | Unknown route-map component "vSHI2g+r-STR" + Unknown route-map component "vSHI4+r-" |  |

| Unknown route-map component "utdCONTgq" | Unknown route-map component "utdHSTq" | Unknown route-map component "utdSTRq" + Unknown route-map component "dKBHFe-L" | Unknown route-map component "utSTRq" + Unknown route-map component "vBHF-R" | Unknown route-map component "utCONTf@Fq" |

| Unknown route-map component "d" | Unknown route-map component "vSKRZ-Au" |

| Unknown route-map component "xdvCONTgq" | Unknown route-map component "exSTRq-" + Unknown route-map component "-SHI2glq" | Unknown route-map component "vABZgrg-ABZgrfo" |  |

| Unknown route-map component "d" | Unknown route-map component "vCONTf" |